# Томассони, Мирко
Мирко Томассони (итал. Mirko Tomassoni; род. 24 апреля 1969) — сан-маринский политик. В 1999 году попал в автомобильную аварию, в результате чего был парализован и потерял способность ходить. Депутат Генерального совета Сан-Марино с 2006 года. В этом качестве занимается защитой прав инвалидов. Капитан-регент Сан-Марино с 1 октября 2007 до 1 апреля 2008 года совместно с Альберто Сельва и с 1 октября 2018 года до 1 апреля 2019 года совместно Лукой Сантолини. Представляет партию Партию социалистов и демократов.